# Freaky Deaky
Freaky Deaky è un romanzo noir dello scrittore statunitense Elmore Leonard, pubblicato negli Stati Uniti nel 1988 e in Italia nel 2007.
Il titolo deriva dal nome di un particolare tipo di ballo jive chiamato in gergo, appunto, freaky deaky.
Dal libro nel 2012 è stato tratto il film omonimo diretto da Charles Matthau.

## Trama
(Elmore Leonard, Freaky Deaky)
Skip Gibbs e Robin Abbott, una coppia di ex militanti radicali degli anni settanta si rincontrano a Detroit dopo sedici anni. Hanno trascorso entrambi un lungo periodo di latitanza e una detenzione per reati terroristici. Skip è diventato un esperto di effetti speciali ed esplosivi nell'industria cinematografica mentre Robin, sotto pseudonimo, scrive romanzi rosa. I due sono convinti di essere stati arrestati a causa di una spiata di un loro ex compagno, il ricco Woody Ricks e di suo fratello Mark. Decidono di vendicarsi.
Robin circuisce Mark, innamorato della bella donna sin dai tempi della militanza, e lo convince a collaborare nell'uccisione di Woody, ereditando così il patrimonio di famiglia di cui Woody è l'unico amministratore. Skip organizza un attentato ma sbaglia obiettivo e uccide con una bomba lo stesso Mark. I due goffi complici contattano quindi Woody, minacciandolo per ottenere da questi una consistente somma. Organizzano un secondo attentato che viene stavolta sventato da Donnell, il factotum e guardia del corpo dell'imbelle e psicolabile alcolista Woody. I due visto fallire il piano iniziale, cambiano idea e convincono Donnell a collaborare con loro per spillare dei soldi a Woody. Il raffazzonato progetto prevede che Donnell convinca Woody a modificare il testamento a suo favore per una cifra pari a due milioni di dollari. Skip e Robin chiedono inoltre a Donnell di utilizzare i suoi contatti nel mondo della malavita per togliere di mezzo il poliziotto Chris Mankowsky che sta indagando su di loro.
Chris, sergente artificiere della polizia di Detroit, da poco trasferito alla sezione reati sessuali, sta indagando su altre esplosioni avvenute, opera anch'esse di Skip, e parallelamente sullo stupro di una ragazza da parte di Woody, Greta Wyatt. Chris, ha rapidamente scoperto le trame dei goffi criminali e si finge corrotto per acquisire le prove necessarie all'arresto dei tre estorsori e dello stupratore. Nel frattempo i Skip e Robin cambiano nuovamente piano e fanno firmare a Woody, grazie ancora all'intervento di Donnell, un assegno di due milioni di dollari a nome dell'alter ego letterario di Robin per l'acquisto dei diritti teatrali dei suoi romanzi.
L'aggressione di Chris fallisce e il poliziotto ricostruisce senza difficoltà il piano in atto. Skip e Robin riescono a rapire Chris e la sua ragazza Greta, diventati scomodi testimoni, e sono intenzionati a ucciderli insieme a Donnell e Woody eliminando così il terzo complice e le prove della truffa. Chris, grazie alle sue capacità di artificiere mette facilmente fuori uso la bomba destinata ad ucciderli e prepara una trappola esplosiva che ferisce Skip e elimina Robin, permettendo ai quattro di liberarsi. Greta rinuncia a far arrestare Woody per lo stupro, convinta che egli sia minus habens, ma ottiene comunque una somma di denaro quale risarcimento.

## Personaggi
Christopher "Chris" MankowskySergente artificiere della polizia di Detroit, reduce della guerra del Vietnam con trascorsi pacifisti. Per accontentare l'allora fidanzata Phyllis preoccupata per i pericoli corsi, si fa trasferire alla sezione reati sessuali. Durante i primi giorni di lavoro nel nuovo incarico conosce Greta, raccogliendone la denuncia di stupro da parte di Wood.
Emerson "Skip" GibbsEx militante di movimenti radicali terroristici. Ricercato dalla polizia per una serie di attentati dinamitardi, dopo un lungo periodo di latitanza è stato arrestato. Uscito di prigione dopo una lunga detenzione, ha trovato lavoro come esperto artificiere nell'industria cinematografica, grazie alla sua passata esperienza con gli esplosivi.
Robin AbbottEx militante radicale, di famiglia benestante, ha partecipato, insieme a Skip negli anni settanta, a una serie di attentati contro istituzioni. Ha trascorso una breve detenzione e ha iniziato a scrivere romanzi rosa sotto lo pseudonimo di Nicole Robinette. Convinta di essere stata arrestata per colpa di Woody e Mark Ricks, è decisa a vendicarsi.
Woodrow "Woody" RicksRicco ereditiero di Detroit, psicolabile, alcolista, viene plagiato dalla guardia del corpo, Donnell. Trascorre le giornate ubriaco, sotto l'influsso di tranquillanti, ascoltando canzoni di musical e mangiando arachidi.
Mark RicksÈ il fratello di Woody. Delle fortune provenienti dall'eredità della famiglia non riceve che pochi soldi. Viene circuito da Robin che lo convince a organizzare l'omicidio di Woody. Rimane ucciso da una bomba destinata al fratello.
Donnell LewisEx militante delle Pantere Nere, ha avuto una brevissima relazione con Robin negli anni settanta. Ha trascorso un periodo di detenzione per reati legati alla militanza politica e, una volta uscito di prigione, è diventato la guardia del corpo e factotum di Wood.
Greta WyattHa interpretato piccole parti nel mondo dello spettacolo con il nome di Ginger Jones. Stuprata da Woody, viene aiutata da Chris, del quale diventa la ragazza, a ottenere giustizia.
Jerry BakerCollega di Chris, artificiere della polizia Detroit.
PhyllisL'ex fidanzata di Chris.
Art MankowskyIl padre di Chris.
Maureen DowneyCollega di Chris alla sezione reati sessuali della polizia di Detroit.
BookerGrosso spacciatore di droga. Muore nell'esplosione di una bomba confezionata da Skip.
Juicy MouthGuardia del corpo di Booker. Assoldato da Donnell per dare una lezione a Chris, fallisce miseramente nel proposito.
Wendell RobinsonPoliziotto della sezione omicidi di Detroit.

## Edizioni
- (EN) Elmore Leonard, Freaky Deaky, Arbor House, 1988, ISBN 978-0-87795-975-5.

- Elmore Leonard, Freaky Deaky, Stile libero Noir, Einaudi, 2007, ISBN 978-88-06-18982-2.